# 天主教墨爾本總教區
天主教墨爾本總教區（拉丁語：Archidioecesis Melburnensis）是澳大利亞一個天主教教省總教區，下轄3個教區。
教區包括維多利亞州中南部，教座位於首府墨爾本；教區於2006年有1,063,089名教友，2011年時有219個堂區和609名司鐸。現任總主教為伯多祿·安德肋·哥敏索尼，輔理主教為狄連斯·羅勃·科爾廷，榮休總主教為特尼斯·雅各伯·赫特，榮休輔理主教為希爾頓·福里斯特·迪肯和若望·伯多祿·埃利奧特。
教區於1847年6月25日建立，1874年3月31日升為總教區。